# Penteporus crenellatus
Penteporus crenellatus är en mångfotingart som beskrevs av Loomis 1936. Penteporus crenellatus ingår i släktet Penteporus och familjen fingerdubbelfotingar. Inga underarter finns listade i Catalogue of Life.